# Dalhain
Dalhain – miejscowość i gmina we Francji, w regionie Grand Est, w departamencie Mozela.
Według danych na rok 1990 gminę zamieszkiwało 108 osób, a gęstość zaludnienia wynosiła 22 osób/km² (wśród 2335 gmin Lotaryngii Dalhain plasuje się na 937. miejscu pod względem liczby ludności, natomiast pod względem powierzchni na miejscu 1018.).